# Princethorpe
Princethorpe est un village et une paroisse civile du Warwickshire, en Angleterre. Administrativement, il dépend du borough de Rugby.
Lors du recensement de 2011, Princethorpe comptait 376 habitants, passant à 429 lors du recensement de 2021.
Princethorpe est situé à peu près à mi-chemin entre les villes de Rugby à 10,5 km au nord-est et de Leamington Spa à 9,7 km au sud-ouest. Il se trouve au centre d'un carrefour très fréquenté entre les routes A423 (Coventry à Banbury), B4453 (Rugby à Leamington) et B4455 (Fosse Way). Le village contient un pub appelé Three Horseshoes, qui est en activité sans interruption depuis au moins 1816. L'école primaire Notre Dame est située sur Leamington Road, dans le village. Il s'agit d'une école primaire accueillant une centaine d'enfants âgés de 4 à 11 ans.
Juste à l'extérieur du village se trouve le Princethorpe College, une école catholique romaine. L'école intègre les bâtiments de l'ancien prieuré Sainte-Marie, fondé par des religieuses bénédictines françaises de Montargis qui ont demandé l'asile à la Révolution française en 1792. Après plusieurs déménagements, elles se sont installées à Princethorpe en 1832 et ont créé un prieuré et une école. En 1966, il fut acheté par les Missionnaires du Sacré-Cœur qui l'établirent sous sa forme actuelle,,
Le village a une histoire qui remonte à l'époque romaine, liée au fait que Fosse Way, une ancienne voie romaine, le traversait. Deux colonies romaines existaient juste au sud du village actuel,. Dans les années 1950, un certain nombre de pièces de monnaie romaines ont été trouvées à Princethorpe.
Son nom dérive probablement d'un agriculteur anglo-saxon appelé Pren. Il a été mentionné pour la première fois en 1275-1276. Sous le règne d'Henri VI, il entra en possession de la famille Hugford d'Emscote et resta dans cette famille jusqu'au règne d'Henri VII, lorsque John Hugford le vendit à Sir William Compton. Princethorpe était à l'origine dans la paroisse de Wolston mais est devenue, pour des raisons de commodité, une paroisse distincte avec Stretton par une loi du Parlement en 1694, sous le règne de Guillaume III. Princethorpe fait toujours partie de la paroisse ecclésiastique de Stretton-on-Dunsmore, mais est devenue une paroisse civile distincte en 1866.

## Personnalités liées à la commune
Le réformateur du drainage des terres Joseph Elkington (en) a développé ses techniques de drainage alors qu'il cultivait à Princethorpe.

## Galerie

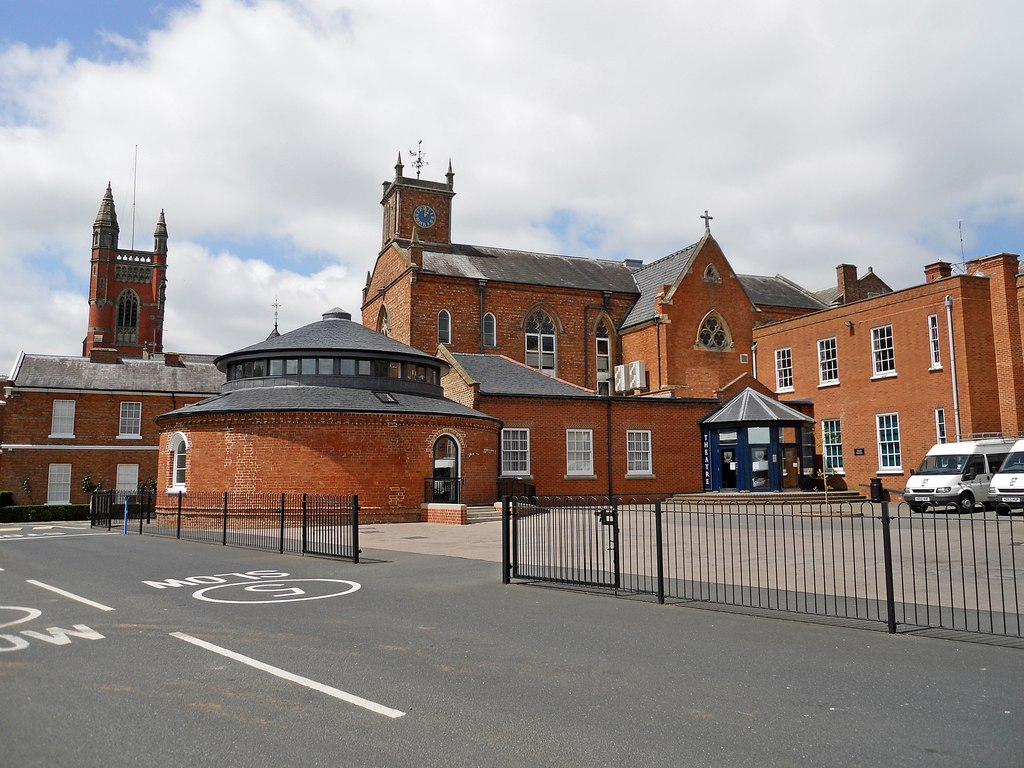
Princethorpe College.
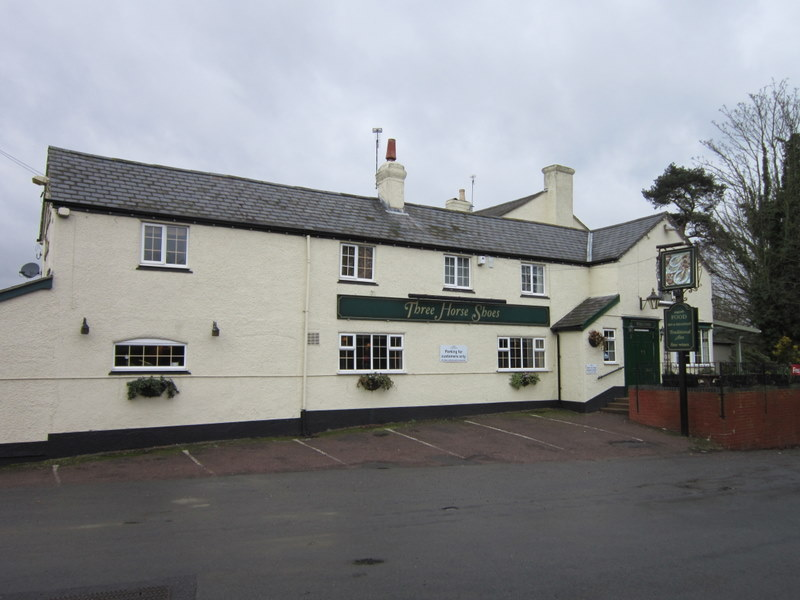
Le Three Horse Shoes.
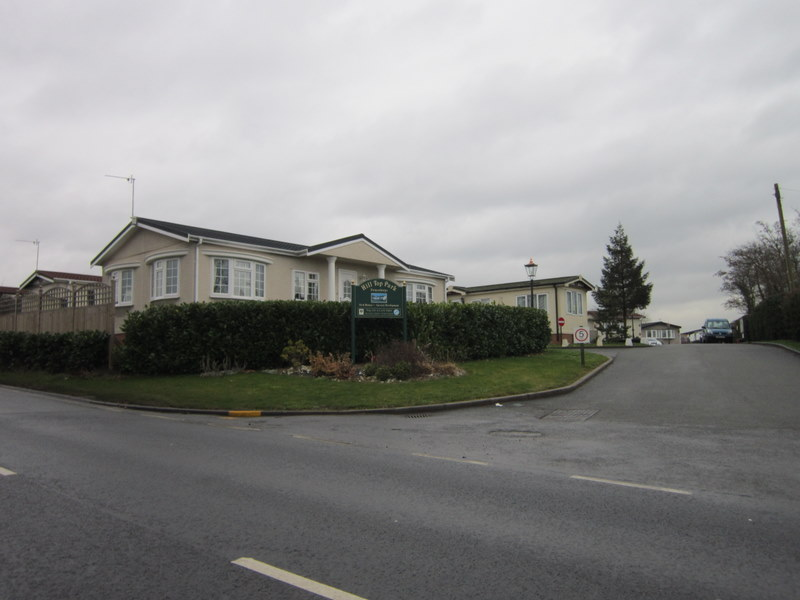
Hill Top Park.